# Patrouille naar Potocari
Patrouille naar Potocari (in het Engels: Patrol to Potocari) is een toneelstuk uit augustus 1995 van de Amsterdamse dramaturg Maarten Vonder, waarvan in 2000 een heruitgave werd verzorgd.

## Inleiding
Het toneelstuk heeft als volledige titel: "Patrouille naar Potocari, of de laatste dagen van Dutchbat in Bosnië", en is aan de 'twee meisjes van Srebrenica' opgedragen en aan de Franse naoorlogse toneelmaakster Ariane Mnouchkine, die een hongerstaking hield voor Tibetanen in ballingschap.
Aanleiding voor het werk vormden de gebeurtenissen in de laatste weken rond de val van Srebrenica. De BBC besteedde aandacht aan het toneelstuk, evenals de Nederlandse en internationale pers. Er werden vier voorstellingen gegeven, in De Rode Hoed en Theater De Engelenbak in Amsterdam. De voorstellingen vielen in de periode van het Debriefingsrapport van Defensie, waardoor ze veel aandacht kregen.
De toenmalige minister van Defensie Joris Voorhoeve werd als motto bij het manuscript geciteerd met een uitspraak over de Verenigde Naties: "Speak stickingly, but carry a big soft".
Een half jaar later (begin 1996) heeft Ton Vorstenbosch onder de titel "Srebrenica!" ook een stuk over Srebrenica op de planken gezet dat door Toneelgroep Amsterdam is uitgevoerd. Vorstenbosch verklaarde in HP/De Tijd indirect dat het idee voor zijn stuk van Vonder afkomstig was.

## Aanleiding en plot
Op 11 juli 1995 werd de Bosnische enclave Srebrenica ingenomen door Bosnisch-Servische troepen, na het uitblijven van gevraagde luchtsteun door de Nederlandse Dutchbatters. Daarop volgde deportatie en massamoord op vele inwoners van Srebrenica waarbij generaal Ratko Mladic en de toenmalig president Radovan Karadzic als hoofdverantwoordelijken worden gezien.
Toen de Dutchbatters terugkeerden was niet gelijk duidelijk wat er gebeurd was, maar sergeant Frank Struik van Dutchbat bataljon III gaf in de Volkskrant op 29 juli 1995 een interview. Dit interview werd in grote lijnen als basis voor het toneelstuk gebruikt.
Enerzijds is het element van een 'onmogelijke missie' een thema in het toneelstuk, anderzijds de gebeurtenissen die plaatsvonden: het leven in Srebrenica en de Nederlandse VN-compound en het lot van de bevolking. Het toneelstuk behandelt een periode van een paar weken, vanaf de opmaat tot de aanval op Srebrenica en de vlucht van Dutchbat naar hun compound in Potočari. In de slotscène komt commentaar op de gebeurtenissen aan de orde.

## Media-aandacht
- KRO- televisie
- VARA-televisie
- BBC World Service - (welke het stuk omschreef als het eerste toneelwerk ooit over VN-vredesmissies)

## Uitvoeringen
- 15 oktober[1995 - persvoorvertoning - De Rode Hoed Amsterdam
- 9 november 1995 - première - Theater de Engelenbak Amsterdam
- 10 november 1995 - uitvoering met paneldebat (met Chris Keulemans, Anet Bleich, Leon Wecke e.a.)
- 11 november 1995 - idem

## Bezetting
- Luitenant Kolonel Pieterse - Gerrat Klieverik
- Rat Blatic - Inger van Maarseveen
- 3 lichtbewapende blauwhelmen:
Sergeant Veldhuis, nco in command - Marco Bottelier
Chauffeur Dijkstra - Bert Vos
Verbindingsman Bouwman - Arthur Pont
- Renzo, een jonge soldaat - Annebet Brongers
- Providence, een oude lokale man - Inger van Maarseveen (als dubbelrol)
- Zes anonieme mannen - Bert Vos, Gerrat Klieverik, Annebet Brongers, Arthur Pont, Inger van Maarseveen en Marco Bottelier (als dubbelrol)

## Medewerkers
- Regie: Chaim Levano
- Drama: Maarten Vonder
- Geluid: Bert Barendsen
- Licht: Onno Berkenbosch
- PR: Ernst Frankemolle
- Productie: Prosodic Rhapsody
- Nederlandse tekst: Toneeluitgeverij Grosfeld
- Advies: Frances Sanders, Pieter Bouwman, Gustaaf Stuiveling, Jos Vijverberg, H.A. Vonder, Kirsten Gartz, Paul van Westing, Martin van Amerongen, Chris Keulemans, Asja Hafner